# Stanisław Rohoziński
Stanisław Rohoziński herbu Leliwa – łowczy łucki w latach 1791–1893, cześnik łucki w latach 1789–1791, miecznik włodzimierski w latach 1787–1791, konsyliarz konfederacji województwa wołyńskiego konfederacji targowickiej, poseł województwa czernihowskiego na sejm grodzieński (1793).